# إدارة التعيينات بالقوات المسلحة (مصر)
إدارة التعيينات، هي إحدى إدارات هيئة الإمداد والتموين بالقوات المسلحة المصرية. هي من أقدم إدارات هيئة الإمداد والتموين وشهدت عدة تطورات حتى أصبحت في عام 1959 تحت مسمى «إدارة التعيينات». وهي الإدارة المسئولة عن التأمين الإداري لأفراد القوات المسلحة من أصناف التعيينات الغذائية والمعيشية. تساهم الإدارة كذلك في دور القوات المسلحة في مساعدة القطاع المدني خلال الأزمات والكوارث من خلال عدة اجراءات منها خطوط الخبز المتحركة وتوزيع الحصص الغذائية المعلبة على الأفراد الأكثر احتياجات في القرى والنجوع بتكلفة مخفضة أو مجانا، والتعاون مع أجهزة الدولة من خلال توفير الخبز المدعم من خلال 5 مجمعات موزعة على محافظات القاهرة والإسكندرية والإسماعيلية تنتج يوميا 1.5 مليون رغيف ويتم توزيعها بواسطة وزارة التموين، وتوفير المساعدات الإنسانية الغذائية العاجلة للدول الشقيقة والصديقة.

## مديري الإدارة
- لواء أركان حرب / محمد صلاح الدين زيدان.[2]
- لواء أركان حرب / سامر طلعت قنديل.[1]
- لواء أركان حرب / أحمد محمد الصيفي.[3]
- لواء أركان حرب / إيهاب المحمدي.[4]
- لواء أركان حرب / عبد الله قناوي.[5]
- لواء أركان حرب / منير لبيب.[6]
- لواء أركان حرب / عاشور مرسي سلامة.[7]
- لواء أركان حرب / محمد عبد الوهاب وهبة.[1]
- لواء أركان حرب / مصطفى حمدي.[8]